# Полиция Черногории
Поли́ция Черного́рии (черног. Policija Crne Gore) — правоохранительный орган Черногории, подчинённый Министерству внутренних дел.
Задачами полиции являются: пресечение, выявление и расследование преступлений, защита людей и имущества от противоправных посягательств, уголовный розыск подозреваемых, охрана общественного порядка, обеспечение безопасности на дорогах, контроль и защита государственной границы.
Численность сотрудников составляет 4106 человек. Глава полиции — Зоран Брджанин (на 2021 год).

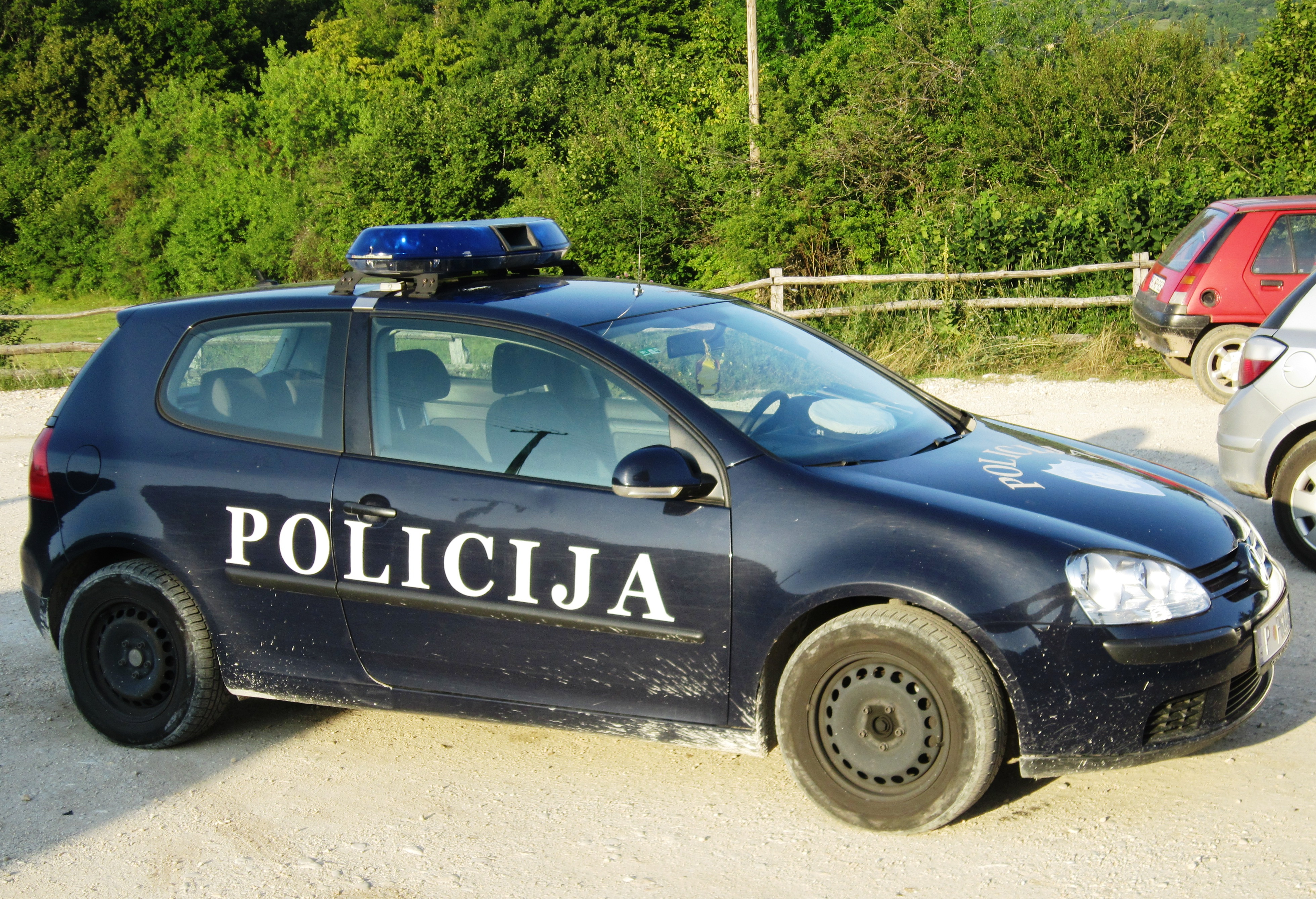
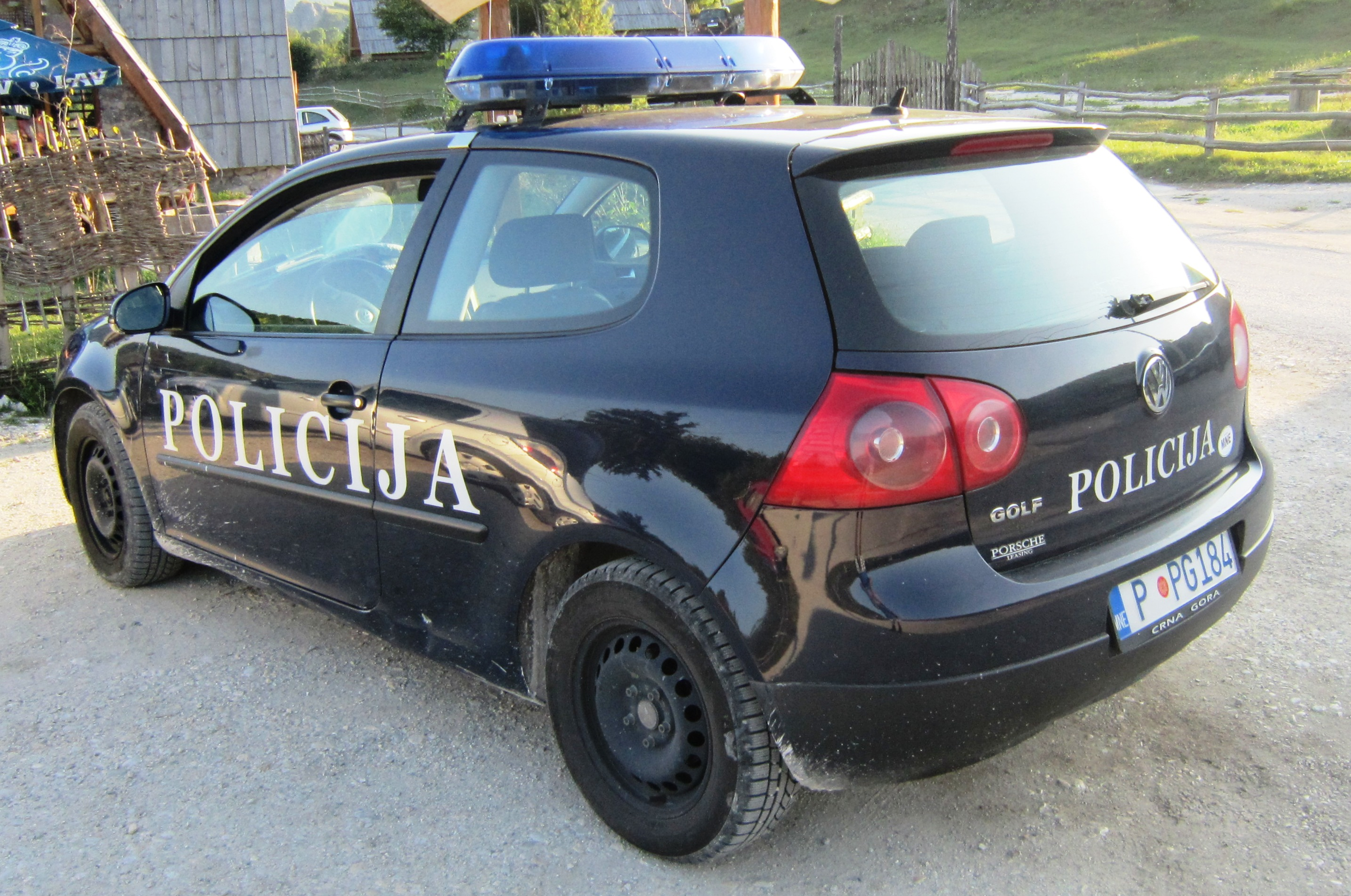

## Главы полиции
- Веселин Вельович (октябрь 2005 г. - декабрь 2011 г.) (назначен Мило Джукановичем)
- Божидар Вуксанович (декабрь 2011 г. - февраль 2013 г., исполняющий обязанности директора)
- Славко Стоянович (февраль 2013 г. - март 2018 г.) (назначен Мило Джукановичем)
- Веско Дамьянович (март 2018 - июль 2018, исполняющий обязанности директора)
- Веселин Вельович (июль 2018 г. - декабрь 2020 г.) (назначен Душко Марковичем)
- Веско Дамьянович (декабрь 2020 - февраль 2021, исполняющий обязанности директора)
- Зоран Брджанин (февраль 2021 г. - настоящее время) (назначен Дританом Абазовичем)

## Звания

### Офицеры
|                   | Начальники                  | Начальники                  | Инспектора                         | Инспектора                | Инспектора                      | Инспектора                   | Инспектора           | Инспектора                 | Инспектора |
| ----------------- | --------------------------- | --------------------------- | ---------------------------------- | ------------------------- | ------------------------------- | ---------------------------- | -------------------- | -------------------------- | ---------- |
| Погоны            |                             |                             |                                    |                           |                                 |                              |                      |                            |            |
| Direktor policije | Pomoćnik direktora policije | Glavni policijski inspektor | Viši policijski inspektor I klase  | Viši policijski inspektor | Samostalni policijski inspektor | Policijski inspektor I klase | Policijski inspektor | Mlađi policijski inspektor |            |
| Начальник полиции | Помощник начальника полиции | Главный инспектор полиции   | Старший инспектор полиции I класса | Старший инспектор полиции | Независимый инспектор полиции   | Инспектор полиции I класса   | Инспектор полиции    | Младший инспектор полиции  |            |

### Рядовые
|                                     | Сержанты                    | Сержанты            | Сержанты                        | Рядовые                | Рядовые        | Рядовые |
| ----------------------------------- | --------------------------- | ------------------- | ------------------------------- | ---------------------- | -------------- | ------- |
| Погоны                              |                             |                     |                                 |                        |                |         |
| Stariji policijski narednik I klase | Stariji policijski narednik | Policijski narednik | Stariji policajac I klase       | Stariji policajac      | Policajac      |         |
| Старший сержант полиции I класса    | Старший сержант полиции     | Сержант полиции     | Старший офицер полиции I класса | Старший офицер полиции | Офицер полиции |         |